# 阿什拉夫·阿曼
阿什拉夫·阿曼 (1938年1月15日—) 是一位巴基斯坦登山者、冒险家和工程师。1977年，他成为第一个登上乔戈里峰山顶的巴基斯坦人。 他经营着一家以探险和旅游为基础的公司“巴基斯坦探险之旅”。他也是巴基斯坦阿尔卑斯山俱乐部的副主席。

## 记录
1962年：与德国人一起远征南迦帕尔巴特峰，获得喜马拉雅猛虎勋章。
- 1967年：巴基斯坦和捷克斯洛伐克联合考察队成员，被授予金质奖章。
- 1971/76年：编写喜马拉雅、喀喇昆仑和兴都库什的山地指南。
- 1977年：日巴联合考察队于8月9日登上乔戈里峰，他成为第一个登上乔戈里峰的巴基斯坦人，随后他被时任巴基斯坦总统授予业绩骄傲。
- 1980年：国际喀喇昆仑项目成员，被授予R.G.S伦敦奖学金。
- 1982；德国Gasherbrum I远征队成员。
- 1985：充当日本远征队前往南迦帕尔巴特峰和帕苏峰的联络官。
- 1986年；和基思·米勒教授一起前往中国西部的喀喇昆仑和喜马拉雅研究考察。
- 1988年：和意大利科学考察队一起攀登乔戈里峰。
- 1990年：阿拉斯加麦考兰山探险。
- 1991年：探索奇林吉山口之旅，建立奇林吉山口的第一个导游小组。
- 1992：在喀喇昆仑河上修建了两座滑轮桥，并在伊什科曼和瓦格斯之间修建了人行道。
- 1995：接受法国记者斯潘提克访问。向巴基斯坦山区介绍中国登山者。与BBC世界广播公司记者巴尔托罗·穆扎格一起徒步旅行。
- 1996年：尼泊尔珠穆朗玛峰大本营之旅。
- 1997年：在巴基斯坦金禧纪念之际和法国-巴基斯坦联合探险队一起攀登勃朗峰。
- 1998年：寻找法国登山家埃里克·埃斯科菲尔先生。
- 1999年：在米兰获得登山金牌。

## 青少年攀岩训练
2008年6月26日，阿什拉夫·阿曼访问俾路支省奎达，指导由纳齐尔·沙比里和哈亚图拉·汗陪同的全国男女青年攀岩培训班。这次夏令营是由巴基斯坦高山俱乐部和智利探险家协会俾路支省分部组织的，目的是为巴基斯坦年轻人推广攀岩探险运动。